# داز (ویرجینیای غربی)
داز (به انگلیسی: Dawes) یک منطقهٔ مسکونی در ایالات متحده آمریکا است که در شهرستان کاناوا، ویرجینیای غربی واقع شده‌است. داز ۶۵۶ نفر جمعیت دارد و ۲۰۶٫۹۶ متر بالاتر از سطح دریا واقع شده‌است.